# José Enrique Rodó (ciutat)
José Enrique Rodó (abans de 1924 Pueblo Drovandi) és un municipi de l'Uruguai ubicat al sud-est del departament de Soriano, sobre la cuchilla del Bizcocho i al nord-oest de la ciutat de Cardona. Té una població aproximada de 2.113 habitants.

## Història
A finals del segle xix existia en la zona un ranxo precari conegut com a Pueblo Drovandi, pel cognom de la família propietària dels camps. El 1901 es va inaugurar la línia ferroviària San José de Mayo-Mercedes i al costat d'ella l'estació George Drabble, el nom de la qual homenatjava a un empresari britànic que va invertir en el desenvolupament de la xarxa ferroviària de l'Argentina i de l'Uruguai.
Rodó va ser declarat poble el 1924 i se li va donar el nom de l'assagista i crític literari uruguaià José Enrique Rodó, mort el 1917. En els anys 1930 es van inaugurar els seus serveis essencials i el 17 de novembre de 1964 va adquirir la categoria de "vila" per la llei nº 13.299.
Entre 1963 i 1996 el nombre d'habitants de la vila va augmentar en un 40%.
| 1963  | 1975  | 1985  | 1996  | 2004    |
| ----- | ----- | ----- | ----- | ------- |
| 1.313 | 1.788 | 1.661 | 1.853 | {{{5}}} |